# 안산정보산업고등학교
안산정보산업고등학교는 경기도 안산시 단원구 원시동에 있었던 학력인정 평생교육시설 고등학교이다.

## 학교 연혁
- 1983년 11월 1일 : 반월복지실업학교 개교 및 초대 김진영 교장 취임
- 1986년 1월 22일 : 문교부지정 학력인정 평생교육시설 인가
- 1988년 12월 29일 : 안산여자상업학교로 개칭
- 1995년 12월 22일 : 안산여자상업고등학교로 개칭
- 1999년 3월 1일 : 안산정보산업고등학교로 개칭
- 2009년 2월 17일 : 제23회 졸업식 거행
- 2012년 : 29년만에 폐교